# فهرست حاکمان کرمانشاه
این فهرست اسامی حاکمان منطقهٔ کرمانشاهان و نواحی تابعهٔ آن (از دوران صفوی تا پایان قاجار) می‌باشد.
| شماره       | نام                                    | سال فرمانروایی       | توضیحات | دوره                                                               |  |
| ----------- | -------------------------------------- | -------------------- | --- | ------------------------------------------------------------------ |  |
| صفویان      |                                        |                      | |                                                                    |  |
| ۱           | شاهرخ‌بیگ‌میرزا زنگنه                    | ؟                    | میرآخور شاه صفی - متوفی ۱۰۵۲ - برادر بزرگ شیخعلیخان زنگنه که به سال ۱۰۴۸ حکمران کرمانشاهان بوده‌است.                      | شاه صفی                                                            |  |
| ۲           | شیخ‌علیخان زنگنه (شیخ‌علی‌بیگ)            | ؟                    | متوفی ۱۰۵۲ - در زمان شاه سلیمان صدر اعظم ایران شد و مدت ۱۵ سال یه به روایتی ۲۱ سال صدارت کرد.                            | شاه سلیمان صفوی                                                    |  |
| افشاریه     |                                        |                      | |                                                                    |  |
| ۳           | حسین قلیخان زنگنه                      | ؟                    | به فرمان نادرشاه افشار قلعهٔ کهنهٔ کرمانشاه را خراب کرد و قلعهٔ نویی بنا نهاد.                                              |                                                                    |  |
| ۴           | امیرخان میش‌مست                         | ؟                    | پسر یاربیگ‌خان توپچی‌باشی نادر که در جنگ با برادرزادهٔ نادر یعنی عادل‌شاه به سال ۱۱۶۱ کشته‌شد.                                |                                                                    |  |
| ۵           | مرتضی‌قلی‌خان زنگنه                      | ؟                    | از نوادگان شیخ‌علی‌خان زنگنه که در زمان سلطنت عادل‌شاه حکمران کرمانشاه بوده‌است.                                             |                                                                    |  |
| زندیه       |                                        |                      | |                                                                    |  |
| ۶           | الله‌قلی‌خان زنگنه                       | ۱۱۸۵ تا ۱۱۹۹         | از نوادگان شیخ‌علیخان زنگنه - در جنگ کشته‌شد.                                                                              |                                                                    |  |
| ۷           | حاجی علی‌خان زنگنه                      | از ۱۱۹۹ تا ۱۲۰۹      | عموی الله‌قلی‌خان زنگنه که پس از مرگ او به قدرت می‌رسد.                                                                     |                                                                    |  |
| قاجاریه     |                                        |                      | |                                                                    |  |
| ۸           | مصطفی‌قلی‌خان زنگنه                      | از ۱۲۰۹ تا ۱۲۱۲ قمری | فرزند الله‌قلی‌خان زنگنه و داماد حاج علی‌جان زنگنه که با حمایت آقامحمدعلی بهبهانی به قدرت رسید و با شکایت او نیز عزل گردید. | آقامحمدخان قاجار                                                   |  |
| ۹           | محمدخان شامبیاتی قاجار                 | ؟                    | به روایتی در سال ۱۲۰۹ حاکم کرمانشاه بوده‌است. اما تاریخ ۱۲۱۲ صحیح‌تر است.                                                  |                                                                    |  |
| ۱۰          | فتحعلی‌خان قاجار                        | ۱۲۱۷ ه.ق             | پسر میرزامحمدخان بیگلربیگی ۱۲۱۷                                                                                          |                                                                    |  |
| ۱۱          | محمدعلی میرزا دولتشاه                  | از ۱۲۲۱ تا ۱۲۳۷      | فرزند فتحعلیشاه - در جنگ کشته‌شد                                                                                          |                                                                    |  |
| ۱۲          | محمدحسین میرزا حشمت‌الدوله              | از ۱۲۳۷              | پسر محمدعلی میرزا دولتشاه                                                                                                | فتحعلیشاه                                                          |  |
| ۱۳          | بهرام میرزا معزالدوله                  | ۱۲۴۵ ه.ق             | برادر محمدشاه قاجار |                                                                    |  |
| ۱۴          | منوچهرخان معتمدالدوله                  | ۱۲۵۵                 | در سال به تخت نشستن محمدشاه قاجار به حکومت کرمانشاه رسید                                                                 | محمدشاه قاجار                                                      |  |
| ۱۵          | حاجی خان شکی                           | ۱۲۵۷                 | |                                                                    |  |
| ۱۶          | عبدالحسین‌خان جوانشیری                  | ۱۲۵۹                 | |                                                                    |  |
| ۱۷          | محب‌علیخان ماکویی                       | ۱۲۶۰                 | |                                                                    |  |
| ۱۸          | اسکندرخان سردار                        | ۱۲۶۲                 | |                                                                    |  |
| ۱۹          | طهماسب‌میرزا مؤیدالدوله                 | ۱۲۶۶                 | پسر محمدعلی میرزا دولتشاه - در سال به تخت نشستن نصرالدین‌شاه حاکم کرمانشاه شد.                                            |                                                                    |  |
| ۲۰          | امام‌قلی‌میرزا عمادالدوله                | از ۱۲۶۷ تا ۱۲۹۱      | پسر محمدعلی‌میرزا دولتشاه                                                                                                 |                                                                    |  |
| ۲۱          | طهماسب‌میرزا مؤیدالدوله                 | ۱۲۹۱                 | کمتر از یک سال حاکم بود و در همان سال درگذشت.                                                                            |                                                                    |  |
| ۲۲          | امام‌قلی‌میرزا عمادالدوله                | ۱۲۹۲ تا ۱۲۹۳         | در ۱۲۹۳ درگذشت. |                                                                    |  |
| ۲۳          | بدیع‌الملک میرزا حشمت‌السلطنه            | ۱۲۹۳                 | |                                                                    |  |
| ۲۴          | سلطلت‌مراد میرزا حسام‌السلطنه            | ۱۲۹۳                 | |                                                                    |  |
| ۲۵          | غلامرضاخان شهاب‌الملک شاهسون            | ۱۲۹۸                 | |                                                                    |  |
| ۲۶          | عبدالله‌میرزا حشمت‌الدوله                | ۱۲۹۹                 | |                                                                    |  |
| ۲۷          | محمود خان ناصرالملک قراگوزلو           | ۱۳۰۰                 | در این سال حاکم کرمانشاه از طرف ظل‌السلطان حاکم اصفهان تعیین شد.                                                          |                                                                    |  |
| ۲۸          | حسین‌خان حسام‌الملک                      | ۱۳۰۱                 | |                                                                    |  |
| ۲۹          | زین‌العابدین‌خان امیرافخم                | ۱۳۰۸                 | |                                                                    |  |
| ۳۰          | حسن‌علی‌خان امیرنظام گروسی               | ۱۳۰۹                 | همزمان حاکم کرمانشاهان و کردستان بود. او انوشیروان‌میرزا ضیاءالدین را نایب‌الحکومه کرمانشاه کرد.                           |                                                                    |  |
| ۳۱          | زین‌العابدین‌خان امیرافخم                | ۱۳۱۳                 | |                                                                    |  |
| ۳۲          | حسن‌علی‌خان امیرنظام گروسی               | ۱۳۱۴                 | |                                                                    |  |
| ۳۳          | ابوالفتح‌میرزا سالارالدوله              | ۱۳۱۵                 | | در زمان مظفرالدین‌شاه                                               |  |
| ۳۴          | محمدخان اقبال‌الدوله                    | ۱۳۱۶                 | | در زمان مظفرالدین‌شاه                                               |  |
| ۳۵          | مهدی‌قلیخان مجدالدوله                   | ۱۳۱۹                 | | در زمان مظفرالدین‌شاه                                               |  |
| ۳۶          | احمدخان علاءالدوله                     | ۱۳۲۰                 | | در زمان مظفرالدین‌شاه                                               |  |
| ۳۷          | عبدالحسین‌میرزا فرمانفرما               | ۱۳۲۱                 | | در زمان مظفرالدین‌شاه                                               |  |
| ۳۸          | زین‌العابدین‌جان امیرافخم                | ۱۳۲۴                 | | در زمان مظفرالدین‌شاه - زمان امضای فرمان مشروطیت و فوت شاه قاجار    |  |
| ۳۹          | سلطان محمدخان سیف‌الدوله                | ۱۳۲۵                 | | در زمان محمدعلی‌شاه قاجار                                           |  |
| ۴۰          | علیخان ظهیرالدوله (صفاعلی)             | ۱۳۲۶                 | | در زمان محمدعلی‌شاه قاجار                                           |  |
| ۴۱          | عزیزالله‌میرزا ظفرالسلطنه               | ۱۳۲۷                 | | در زمان احمدشاه قاجار                                              |  |
| ۴۲          | محمدرضاخان ظهیرالملک امیرتومان         | ۱۳۲۸                 | | در زمان احمدشاه قاجار                                              |  |
| ۴۳          | رضاقلی‌خان نظام‌السلطنه مافی             | ۱۳۲۸                 | | در زمان احمدشاه قاجار                                              |  |
| ۴۴          | علی‌نقی‌میرزا رکن‌الدوله                  | ۱۳۲۹                 | | در زمان احمدشاه قاجار                                              |  |
| ۴۵          | ابوالفتح‌میرزا سالارالدوله              | ۱۳۲۹                 | | در زمان احمدشاه قاجار - سالارالدوله در کرمانشاه ادعای پادشاهی نمود |  |
| ۴۶          | عبدالحسین میرزا فرمانفرما              | ۱۳۳۰                 | | ادامهٔ سلطنت متزلزل احمدشاه قاجار                                   |  |
| ۴۷          | اسدالله‌خان سردار معتضد                 | ۱۳۳۲                 | | ادامهٔ سلطنت متزلزل احمدشاه قاجار                                   |  |
| ۴۸          | لطفعلی‌خان امیرمفخم بختیاری             | ۱۳۳۲                 | | ادامهٔ سلطنت متزلزل احمدشاه قاجار                                   |  |
| ۴۹          | محمدخان اقبال‌الدوله غفاری کاشانی       | ۱۳۳۳                 | | ادامهٔ سلطنت متزلزل احمدشاه قاجار                                   |  |
| ۵۰          | نصرالله‌خان ناصرالسلطنه                 | ۱۳۳۴                 | | ادامهٔ سلطنت متزلزل احمدشاه قاجار                                   |  |
| ۵۱          | رضاقلی‌خان نظام‌السلطنه مافی             | ۱۳۳۴                 | | ادامهٔ سلطنت متزلزل احمدشاه قاجار                                   |  |
| ۵۲          | فیروزمیرزا نصرت‌الدوله                  | ۱۳۳۵                 | | ادامهٔ سلطنت متزلزل احمدشاه قاجار                                   |  |
| ۵۳          | علیخان سردار اجلال کرمانشاهی (امیر کل) | ۱۳۳۵                 | | ادامهٔ سلطنت متزلزل احمدشاه قاجار                                   |  |
| ۵۴          | تقی‌خان مجدالملک                        | ۱۳۳۶                 | | ادامهٔ سلطنت متزلزل احمدشاه قاجار                                   |  |
| ۵۵          | عباس‌میرزا سالار لشکر                   | ۱۳۳۶                 | | ادامهٔ سلطنت متزلزل احمدشاه قاجار                                   |  |
| ۵۶          | محمدرحیم‌خان امیرنظام                   | ۱۳۳۷                 | | ادامهٔ سلطنت متزلزل احمدشاه قاجار                                   |  |
| ۵۷          | اکبرمیرزا صارم‌الدوله                   | ۱۳۳۸                 | | ادامهٔ سلطنت متزلزل احمدشاه قاجار                                   |  |
| ۵۸          | ماژور محمودخان                         | ۱۳۳۹                 | | ادامهٔ سلطنت متزلزل احمدشاه قاجار                                   |  |
| ۵۹          | محمدحسین‌خان (محمدمحسن‌خان) ثقه‌الملک     | ۱۳۳۹                 | | ادامهٔ سلطنت متزلزل احمدشاه قاجار                                   |  |
| ۶۰          | ابوالفضل‌میرزا عضدالسلطان               | ۱۳۴۰                 | | ادامهٔ سلطنت متزلزل احمدشاه قاجار                                   |  |
| ۶۱          | مکرم‌الملک قائم‌مقام تبریزی              | ۱۳۴۱                 | | ادامهٔ سلطنت متزلزل احمدشاه قاجار                                   |  |
| ۶۲          | محمدخان سردار عظیم                     | ۱۳۴۱                 | | ادامهٔ سلطنت متزلزل احمدشاه قاجار                                   |  |
| ۶۳          | غلامعلی‌میرزا مجلل‌الدوله دولتشاهی       | ۱۳۴۲                 | | ادامهٔ سلطنت متزلزل احمدشاه قاجار                                   |  |
| ۶۴          | محمدخان منتظم‌الدوله                    | ۱۳۴۴ (اسفند ۱۳۰۲)    | | همزمان با تغییر رژیم قاجار به پهلوی                                |  |
| ۶۵          | نجف‌قلی‌خان کرمانشاهی                    | ۱۳۴۵                 | توسط رضاشاه برکنار شد.                                                                                                   | همزمان با تغییر رژیم قاجار به پهلوی                                |  |
| حکومت پهلوی |                                        |                      | |                                                                    |  |
| ۶۵          | امیر نوری نظام‌الدوله                   | ۱۳۴۵                 | | سلطنت پهلوی                                                        |  |
| ۶۶          | حسن‌خان رئیس ظهیرالملک                  | ۱۳۴۵                 | | سلطنت پهلوی                                                        |  |
| ۶۷          | ابوالحسن‌خان نیساری امیر حشمت           | ۱۳۴۶                 | | سلطنت پهلوی                                                        |  |
| ۶۸          | اسدالله‌میرزا شمس ملک‌آرا شهاب‌الدوله     | ۱۳۴۷                 | | سلطنت پهلوی                                                        |  |
| ۶۹          | محسن‌خان علی‌آبادی اقتدارالدوله          | ۱۳۵۲                 | | سلطنت پهلوی                                                        |  |
| ۷۰          | احمدخان محسنی عمادالملک                | ۱۳۵۲                 | | سلطنت پهلوی                                                        |  |
| ۷۱          | اسدالله‌میرزا شمس ملک‌آرا                | ۱۳۵۳                 | | سلطنت پهلوی                                                        |  |